# Lovesong (film)
Lovesong è un film del 2016 diretto da So Yong Kim.

## Trama
Trascurata dal marito, sempre in viaggio e chiaramente disinteressato della famiglia, Sarah vive, in solitudine, con una meravigliosa bambina di tre anni. Improvvisamente a rimodulare la sua vita, arriva Mindy, l'amica del cuore del college. Si riaccende l'antica amicizia, che dopo un po' si rivela per quella che effettivamente è: un amore giovanile, mai completamente sopito, che ridona a Sarah la gioia di vivere. Purtroppo, la visita di Mindy è di breve durata. Senza alcun preavviso, riparte. Lascia Sarah nella desolazione e nella solitudine, Sarah che appassisce come un fiore senza luce, più infelice di prima. Dopo tre anni, la bimba cresciuta, Sarah è in viaggio, diretta da Mindy, che sta preparando il suo matrimonio. Le due amiche si abbracciano, si ritrovano. Sarah sa che il suo amore per Mindy, con il tempo è cresciuto, si è consolidato. Non sa quali sono i sentimenti di Mindy. Con estrema tristezza, cerca di condividere la gioia di Mindy e l'aiuta nei preparativi di nozze. La rivelazione avviene durante la festa di addio al nubilato: Mindy conserva integro il sentimento d'amore verso Sarah e glielo manifesta con la delicatezza che pervade tutta la loro vicenda. Ma il giorno delle nozze si avvicina. Sarah sempre più triste si sforza di sorridere, Mindy sempre più confusa è nervosa e chiede di restare da sola con Sarah.
In una lunga e solitaria passeggiata nel bosco, con pudore, rivelano l'una all'altra il profondo sentimento che le unisce. Avvolte in un plaid, abbracciate, Sarah sussurra: <Ti amo tanto> e Mindy <Ti amerò per sempre>.
Ritornano in casa. Si svolge la cerimonia e Sarah, sorriso sulle labbra, lacrime negli occhi, ascolta Mindy che pronuncia il suo sì. Regia attenta e delicatissima. Menzione speciale alla recitazione della figlia di Sarah: memorabile la scena della pizza:<I wan't pizza>.